# Radstadt
Radstadt è un comune austriaco di 4 941 abitanti nel distretto di Sankt Johann im Pongau, nel Salisburghese; ha lo status di città (Stadtgemeinde). È stato istituito nel 1938 con la fusione dei comuni soppressi di Radstadt-Land e Radstadt-Stadt.
Si trova lungo il fiume Enns e ai margini del gruppo montuoso dei Tauri di Radstadt, che prende il nome dalla città.

## Monumenti e luoghi d'interesse
- Castel Lerchen
- Castel Mauer
- Castello di Radstadt
- Castel Tandalier